# Чичимеки

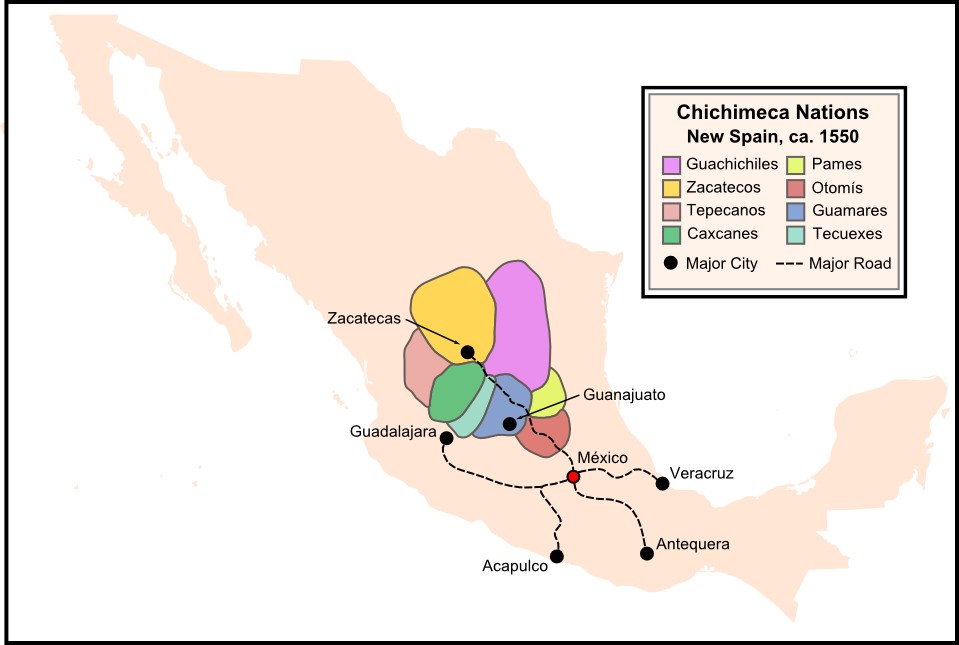
Чичимеки

Чичимеки (Chichimeca) — один з народів науа, що поділявся на декілька племен. У XIII ст. створили потужну державу в Мексиканській долині. Можуть бути відгалуженням племен акольхуа та отомі. Надалі були частиною Ацтекської імперії. Одними з останніх підкорилися іспанським конкістадорам.

## Історія

### Стосунки з тольтеками
Відповідно до легенд науа чичимеки були родичами інших племен науа — тепанеків, ацтеків, акольхуа та ін., разом з якими мешкали у Чікомостоку. Спочатку як й інші науа чичмеки були кочовим народом. Втім на сьогодні важко виявити початок їх мандрівок. На думку деяких дослідників, воно розпочалося наприкінці IX — напочатку X ст.
Чичимеки стикнулися з тольтеками наприкінці XII ст. Ймовірно вони були першими кочівниками-науа, що прийшли до Анаука (Мексиканської долини). Тут вони стикнулися з тольтеками. Останні спочатку назвали їх «собачим народом», що підкреслити відмінність варварів-чичимеків та культурних землеробських народів долини, перш за все тольтеків. Із самого початку чичимеки представляли союз племен різний за ступенем культурного розвитку, що відобразилося у назвах, даних їм тольтеками: теочичимека (досконалими варварами), інших — сакачичимека (дикими лісовими людьми).
Після низки військових конфліктів, у 1224 році чичимеки на чолі зі своїм вождем Шолотлєм-Текуанітціном, якого низка вчених вважають персонажем фольклорної традиції, захопили столицю тольтеків Толлан. Втім через епідемію чичимеки залишили зруйновану столицю тольтеків. Після чого опинилися біля міста на західному узбережжі оз. Тескоко, яке здавна заселяли тольтеки. Місто було вдало розташований, в околицях були печери, якими чичимеков продовжували користуватися як житлом. Своє поселення назвали спочатку Остополко («Місце багатьох печер»). У 1244 році, відмовившись від печер і створивши звичайне поселення, вони звели навколо нього оборонні стіни. Відповідно їх столиця стала називатися Тенайука («Місце стін»)
Чичимеки ж разом із залишками тольтеків і склали основне населення Мексиканської долини. Чичмеки зайняли берега і невеликі долини навколо трьох озер — Тескоко, Шочімілько і Сумпанго. Згодом зуміли перейняти і зберегти деякі елементи тольтекской культури, зокрема, соціальні традиції, мистецтво, календар і ін., елементи якої найкраще збереглися в Колуакане. Освоєння цієї культури спрощувалося тією обставиною, що мова тольтеків була також з групи науатль. новоприбулі чичимеков називалися «пополока», що еквівалентно поняттю «варвари». З цього походить традиція називати кочівників-варварів, що приходили до Анаука чичимеками (тобто варварами), а осілі народи тольтеками (цивілізованними). З огляду на це часто виникає плутанина стосовно історії реальних чичимеків.
За часів перших вождів чичимеки стикнулися з іншими племенами — отомі й тепанеками. Невідомо, чи вони утворювалися союз проти тольтеків, й після поразки останніх поділили Тольтекську державу. За іншими версіями, чичимеки змусили визнати зверхність отомі, а потім надали землі племенам акольхуа і тепанекам як своїм васалам. Ймовірніше все наявність конфедерації чичимеків, акольхуа та тепанеків. Втім у перші десятиріччя першочергове значення мали саме чичимеки. У зв'язку низка вчених розглядають ці події як утворення Чичимекської гегемонії.

### Перші володарі держави
Відповідно до досліджень авторів, які визнають Шолотля реальною історичною особою, в період правління останнього, його син Нопальтцін зробив обстеження східній частині Мексиканської долини в районі м. Колуакана і знайшов місце дуже зручним для розселення чичимеків. У цей час з Колуакана в результаті складних внутрішніх і зовнішніх конфліктів був вигнаний вождь чичимекського походження Уемак. Ставши правителем Тенайукі, Нопальтцін підкорив Колуакан. Під його владою місто зберіг значення одного з небагатьох центрів, де зберігалися традиції тольтекської культури.
Прагнючи затвердити союз чичимеков і тольтеків, він одружився зі знатною дівчиною тольтекського походження з Толуки. Цей союз стимулював освоєння чичимеками тольтекских досягнень. Починається відродження землеробства і ремесел.
Тлотцін, син Нопальтціна і онук Шолотль, став першим чичимекстким вождем, що мав по материнській лінії тольтекське походження. Відбувається відродження міст Тулансінго й Тутотепек. Він продовжив відродження і насадження тольтекських традицій і з цією метою встановив зв'язки з тольтеками з Шико, особливо з їх жерцями. Від них чичимеки сприйняли багато релігійних звичаїв, зокрема, культ бога і культурного героя Кетцалькоатля, а також традиції і спосіб повсякденного життя. Вони стали віддавати перевагу рослинній їжі, перейшли до використання одягу з рослинних волокон замість шкур тварин.
Надалі відбувся розподіл держави чичмеків — утворилося два потужних центра: в Тенайукі (потім в Тескоко) та Колуакані. Послаблення чичимеків викликало спробув інших племен відібрати у них вплив над Мексиканською долиною. Тепанеки з Ацкапоцалько стали на довгі роки запеклими ворогами чичимеків з Колуакана. Водночас чичимеки з Тенайукі стикнулися з протиборством акольхуа з Коатлінчана. Деякий час кочове плем'я ацтеків перебувало на службі у чичимеків з Колуакана.

### Боротьба з акольхуа і тепанеками
Починаючи з 1309 року найбільша небезпека чичмекам становила держава акольхуа з Коатлінчана. У 1337 році останні з союзі з акольхуа з Уешотли перемогли чичимеків з Тескоко, знищивши тамтешню династію, Тенайукі було пограбовано. Новим володар з акольхуа Квінацін оголосив себе спадкоємцем чичимеків (навіть прямим нащадком легендарного Шолотля), чим намагався успадкувати славу цього племені та претензії на землі Тескоко.
Ймовірно в цей час частина чичимеків, хто продовжував жити полюванням, відступила на північ від Анауака, оселившись на території сучасного штату Сакатек. Тут сформувалися племена сакатекос, кашканес, гуачічіль, тепеоанес.
Надалі частина чичимеків була під владою держав Тескоко та Ацкапоцалько. З утворення імперії ацтеків незалежними залишалися лише племена чичмеків з Сакатекаса. Вони остаточно перейшли до кочового способу життя. За деякими відомостями визнали залежність від ацтеків, але не увійшли до складу їх імперії.

### Боротьба з іспанцями
Знищення Ацтекської імперії у 1521 році конкістадорами на чолі із Ернаном Кортесом повернуло незалежність чичимекам-сакатекос, кашканес, гуачічіль, тепеоанес. Їх землю охоплювали сучасні штати Сакатекас, Халіско, Аґуаскальєнтес, Наяріт й Гуанахуато. Іспанці цю область називали Ла Гранд Чичимека. Ці племена були підкорені у 1529 році Нуньо де Гусманом, головою Першої Аудієнсії (уряду) Нової Іспанії. Землі чичимеків було названо Новою Галісією. Навесні 1540 року чичимеки повстали проти іспанців («повстання Міштон»), проте вже у грудні 1541 року зазнали поразки від військ Антоніо де Мендоси, віце-короля Нової Іспанії.
У 1550 році почалося повстання племен сакатекос та гуачичіли, яке отримало назву Чичимецька війна. Упродовж кількох десітіліть вони вели запеклу партизанську війну, організовуючи напади на гірничодобувні міста і невеликі каравани, яким доводилося перетинати територію військових дій. Однак в 1585 році Алонсо Манріке де Суніга, нещодавно призначений віце-королем Нової Іспанії, вирішив провести розслідування політики іспанців у зоні військових дій. Віце-король дізнався, що деякі іспанські солдати почали здійснювати набіги на індіанські поселення з метою захоплення рабів. Розгніваний подібною практикою, він заборонив подальше її застосування і звільнив тих, кого вже встигли поневолити. Незабаром він почав проводити мирну політику і перемовини з головними лідерами чичимеків. В обмін на мир він запропонував їм їжу, одяг, землі та сільськогосподарські угіддя. Ця політика «купленого миру» спрацювала і 1590 року Чичимекська війна зійшла нанівець.
З 1590-х років починається поступово християнізація чичмеків, водночас відбувалася асиміляція з племенами тарасків, тлашкательтеків та отомі. В результаті чичмеки практично повністю втратили свою індивідуальність.

### Уешоцінко
Наприкінці XII ст. окрема частина чичимеків заснувало альтепетль Уешоцінко, яке зуміло зберегти незалежність від Ацкапоцалько, Тескоко, а потім імперії ацтеків. Чичимеки Уешоцінко були одними з затятих суперників ацтеків. Їх держава припинило своє існування у 1521 році.
На сьогодні чичимеки живуть у штатах Керетаро і Гвадалахара.

## Адміністрація
Спочатку влада знаходилася в руках вождів та ради вояків. Згодом вожді перейняли у тольтеків традицію затвердження володаря-тлатоані. З кінця XIII ст. традиція спадковості тлатоані затвердилася в державі чичимеків. Він водночас був головним жерцем. Фактично чичимекська держава представляла своєрідну теократію.
Наскільки необмеженою була влада тлатоані у чичимеків невідомо, оскільки після падіння Тескоко й Тенайукі багато документів та кодексів було знищено, а переможці переписали історію Анауака.

## Військо
Основу чичимекського війська складали стрільці з лука. Ймовірно саме висока майстерність з володіння цією зброєю допомогла чичимекам перемогти тольтеків й тривалий час бути гегемонами у Мексиканській долині. Водночас наявність лука як головної зброї вказує на збереження кочових традицій. Вони також мали інші види зброї: сокири, крем'яні ножі, списи та кийки з округлим завершенням.
У чичмеків були переважно відсутні захисні обладунки, їх носили лише вища знать (наприкінці існування чичмекських держав). Для захисту голови могли використовувати шкури звірів з головами.

## Економіка

### Землеробство і полювання
При Нопальтціні почалася широка окультурізація земель для заняття землеробством, особливо по влаштуванню терас на схилах — особливо у Тескотцінко та Тенайукі. Використовувалися знання тольтеків і праця чичимеків. Одним із наслідків такої політики стало повстання мисливців-чичимеків, які втрачали свої мисливські угіддя. При Тлотціні полювання як основне заняття починає остаточно поступатися місцем виробничого господарства — землеробства і ремеслу.
З часом встановилися два основні господарства: землеробство та полювання, частково збиральництво. В сільському господарстві культивували кукурудзу, квасолю, перець чилі, зостосовуючи при цьому дерев'яні і металеві мотики. Також вживалися насіння рослин, коріння. М'ясо отримували завдяки полюванню, частково займалися рибною ловлею.
Чичимеки під час відповідальних церемоній (військових, релігійних) вживали кактус пейотль або галюциногенні гриби. Цю традицією надалі у них запозичили ацтеки.

### Кераміка
Кераміка періоду розквіту держави чичимеків фахівцями виділяється в особливий «тип Тенайука». Характеризується однокольоровою керамікою простих форм, якими користувалися у побуті усі верстви населення, трохи більш якісною виготовлялася кераміка для храмів з метою використання в ритуалах.
У так званному «Храмі Шолотля» (старовинному похованні) дослідниками знайдено різні зображення з кераміки та глини, зокрема собаки-шолоіцкуінтлі та ягуара.

## Мова
На сьогодні невідомо якою саме мовою розмовляли чичимеки, що прийшли до Мексиканської долини, вона не збереглася. Теперішні чичмеки розмовляють мовами юто-ацтекської та отомангської груп.

## Одяг
Спочатку основним одягом були звірячі шкури. В теплі пори роки вони ходили з оголеним тілом вище пояса. З поліпшенням культурного рівня чичмеки стали одягатися в одяг схожий на тольтекський.
Існувала традиція носити довге волосся, яке фарбували у червоний колір. Також чоловіки наносили на себе фарбом зображення тварин і рептилій.